# Lutz Volke
Lutz Volke (* 1940 in Magdeburg) ist ein deutscher Hörspieldramaturg.
Volke studierte Germanistik und Nordistik an der Universität Greifswald. 1972 wurde er Hörspieldramaturg beim Rundfunk der DDR, wo er für die Abteilung Internationale Funkdramatik tätig war. 1983 promovierte er mit einer Arbeit über Wirklichkeitsbeziehungen im Hörspiel der BRD (1950-1980).
Nach dem Fall der Mauer wechselte Lutz Volke zum SFB, später: RBB, wo er Leiter der Abteilung Hörspiel war. Als Autor ist er auch für seine Nachdichtungen und Übersetzungen aus nordischen Sprachen und literaturwissenschaftlichem Arbeiten bekannt.

## Schriften
- Als Herausgeber: Der gute Gott von Manhattan. Hörspiele aus der BRD, der Schweiz und Österreich. Berlin: Henschelverl., 1990. ISBN 3-362-00375-3
- Ivan Malinowski:Im Herz des Winters. Gedichte. Berlin: Verlag Volk und Welt, 1989. ISBN 3-353-00544-7
- Klaus Rifbjerg: Uhrenschlag der aufgelösten Zeit. Gedichte. Berlin: Verlag Volk und Welt, 1991. ISBN 3-353-00858-6
- Als Übersetzer: Klaus Rifbjerg: Knastørre digte/Strohtrockene Gedichte. Leipzig: Engelsdorfer Verlag 2009, ISBN 978-3-86901-159-2 (u. a. m.)